# ドラムと恋と夢
『ドラムと恋と夢』（ドラムとこいとゆめ）は、1956年6月14日に公開された吉村廉監督、フランキー堺主演によるミュージカルコメディ。後に俳優として日活と契約した、待田京介が脚本を担当した。
ドラマーになること夢に生きている、フラ公と呼ばれている男が、ある日、盲目の娘・侍子と出会い、彼女の目を治すための治療費を集めるために奮闘する姿を描いた作品である。

## キャスト
- フランキー堺 : フラ公
- 中原早苗 : 待子
- 木戸新太郎 : サブ
- 菅井一郎 : スマイルの親父
- 天草四郎 : 見世物小屋の親方
- 市村俊幸 : レスラー
- 柳谷寛 : 見世物小屋の呼込み
- 青木富夫 : サーカスの呼込み
- 桂典子 : ユリー
- 光沢でんすけ : 審判
- 以下全て特別出演[3]
  - 三橋達也 : 薬屋の店員
  - 北原三枝 : 眼医者
  - 水島道太郎
  - 長門裕之
  - 芦川いづみ : 看護婦
  - 岡田真澄

## スタッフ
- 監督 : 吉村廉
- 脚本 : 待田京介
- 製作 : 水の江滝子
- 音楽 : 松井八郎
- 撮影 : 間宮義雄
- 美術 : 木村威夫

## 併映作品
- 『火の鳥』: 井上梅次監督